# Protocole sur l'Irlande du Nord

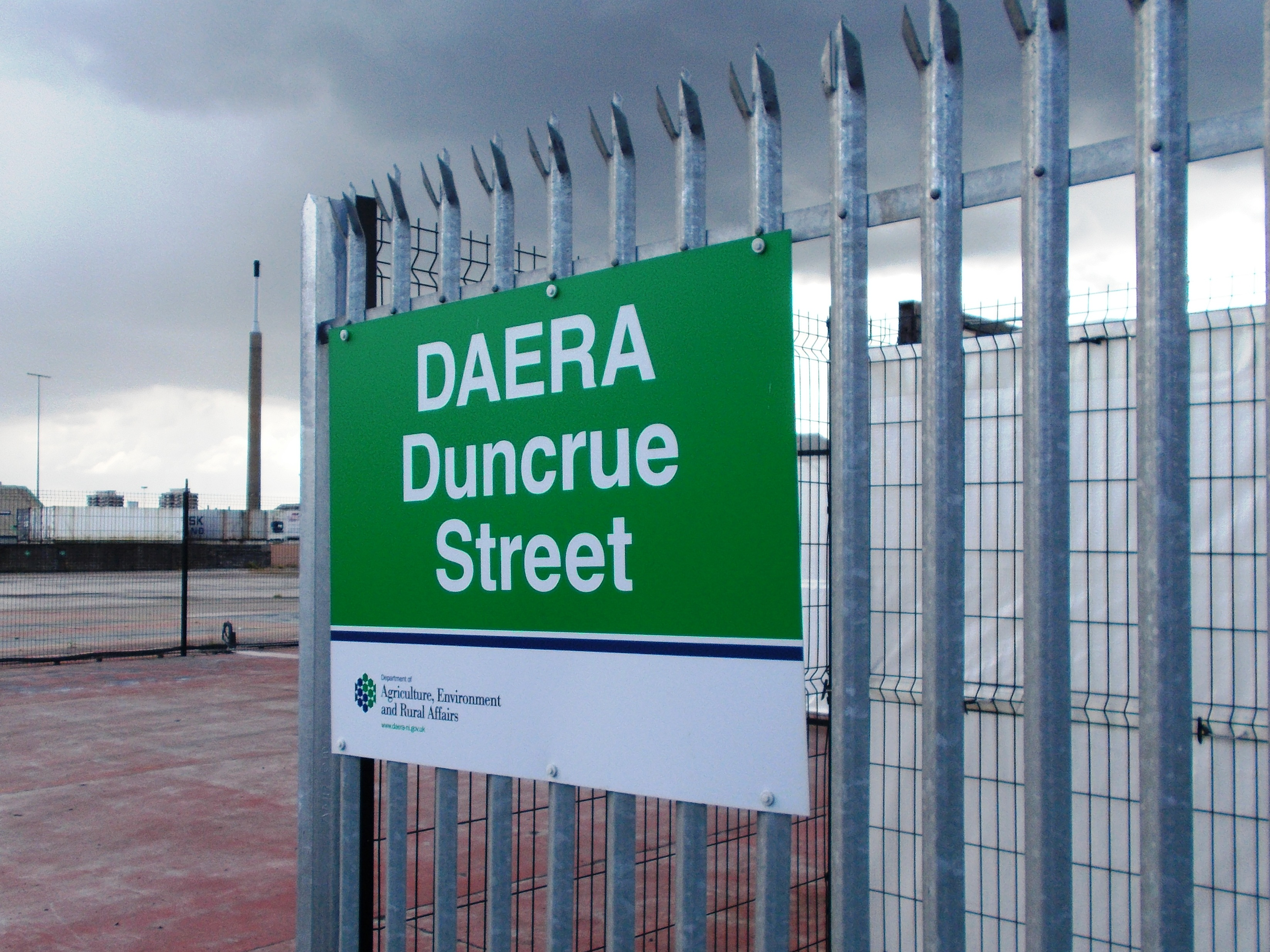
Barrière douanière au port de Belfast.

Le Protocole sur l'Irlande du Nord est un accord signé le 24 janvier 2020 entre le Royaume-Uni et l'Union européenne, qui constitue une annexe à l'accord de retrait du Royaume-Uni de l'Union européenne. Son but est de trouver un compromis sur la question douanière de l'Irlande du Nord, pour maintenir l'Accord du Vendredi saint, accord qui induisait une absence de frontière douanière entre l'Irlande du Nord et l'Irlande.

## Histoire
Le 8 décembre 2020, une solution commune est actée entre Bruxelles et Londres sur la question irlandaise, consistant à instaurer une frontière douanière en mer d'Irlande, entre la Grande-Bretagne et l'Irlande du Nord. Cet accord est signé le 24 janvier 2020, avant d'entrer en vigueur le 1er janvier 2021.
En février 2023, le Cadre de Windsor modifie en profondeur le Protocole sur l'Irlande du Nord.